# Сейнт Клеър (окръг, Мисури)
Вижте пояснителната страница за други значения на Сейнт Клеър.
Окръг Сейнт Клеър (на английски: St. Clair County) е окръг в щата Мисури, Съединени американски щати. Площта му е 1818 km², а населението - 9652 души (2000). Административен център е град Оцеола.